# Cronologia Perioadei Azuchi-Momoyama

## Perioda Azuchi-Momoyama (1573-1603)
1576 - Oda Nobunaga începe construirea castelului Azuchi pe malul estic al lacului Biwa. El începe dezarmarea țăranilor din unele zone. 
1576 - Oda Nobunaga îi înfrânge pe adepții budismului Ikko-shū în provinciile Echizen și Kaga. Principalii sfătuitori ai lui Oda Nobunaga se restrâng acum la zece generali: Toyotomi Hideyoshi, Takigawa Kazumasu, Akechi Mitsuhide, Niwa Nagahide, Shibata Katsuie, Sassa Narimasa, Maeda Toshie, Sakuma Nobumori, Ikeda Tsuneoki și Mori Nagayoshi.
1577 - Oda Nobunaga primește titlul de Ministru de Dreapta (Udaijin) de la împăratul Ogimachi.
1578 - Suporterii lui Oda Nobunaga încep să se extindă în teritoriile de la vest de Kyoto. Oda Nobunaga demisionează din toate funcțiile și titlurile de curte și le transferă moștenitorilor săi.
1579 - Oda Nobunaga se mută în castelul Azuchi.
1580 - Scoala Jōdo Shinshū predă templul Ishi-Yama Hongan-Ji lui Oda Nobunaga.
1580 - Oda Nobunaga îl înfrânge pe Ishiyama Honganji, conducătorul budismului Ikko.
1582 - Oda Nobunaga este asasinat la Honnoji în Kyoto de către Akechi Mitsuhide - unul dintre generalii săi, în timp ce se îndrepta spre Takamatsu pentru a-l sprijini pe Toyotomi Hideyoshi în lupta cu clanul Mori. Fiul mai mare și moștenitorul lui Oda Nobunaga, Oda Nobutada, este de asemenea asasinat în Kyoto. În acest timp, Oda Nobunaga controla pământuri în 31 din cele 66 provincii ale Japoniei.
Toyotomi Hideyoshi se reîntoarce la Kyoto ca să-l înfrângă pe Akechi Mitsuhide. La insistențele lui Toyotomi Hideyoshi, nepotul de trei ani al lui Oda Nobunaga, Oda Samboshi, este numit moștenitor sub protecția a patru generali. Autoritatea asupra Kyoto este dată lui Toyotomi Hideyoshi, Niwa Nagahide, Ikeda Tsuneoki și Shibata Katsuie, dar Toyotomi Hideyoshi a guvernat de fapt singur.
1583 - Toyotomi Hideyoshi începte construcția castelul Osaka pe ruinele templului Ikkou-ikki din cadrul complexului monastic Ishi-Yama Hongan-Ji, demolat de Oda Nobunaga în 1580.
1584 - Toyotomi Hideyoshi îl înfrânge pe Shibata Katsuie și ajunge la un armistițiu cu Tokugawa Ieyasu astfel asumându-și toată puterea și conducerea țării.
1585 - Lui Toyotomi Hideyoshi îi este acordat numele de familie Toyotomi. El începe unificarea daimyo din insula Shikoku și înfrânge casa Chosokabe.
1586 - Împăratul Ogimachi demisionează; Go-Yozei devine al 107-lea împărat până în anul 1611.
1587 - Toyotomi Hideyoshi începe unificarea daimyo din insula Kyushu și îl înfrânge pe Shimazu de Satsuma.
1587 - Creștinismul este în mod oficial interzis iar misionarii creștini sunt expulzați din țară (cu toate acestea ordinul nu a fost aplicat în mod eficace).
1588 - Săbiile au fost confiscate de la toate stările subordonate.
1590 - Toyotomi Hideyoshi înfrânge familia Hojo în Odawara. Unificarea Japoniei este acum înfăptuită. Structura socială este înghețată (samurai, țărani și negustori). Mobilitatea între stări și schimbarea statutului sunt interzise.
1591 - Toyotomi Hideyoshi îl numește pe nepotul său mai mare, Toyotomi Hidetsugu, moștenitor și îl instalează la Jurakutei. Îi dă de asemenea titlul de Kampaku (cu toate că Toyotomi Hideyoshi continuă să domnească), și apoi ia titlul de Taiko pentru el însuși. Toyotomi Hideyoshi îl exilează pentru scurt timp pe Sen no Rikyu la Sakai. El este chemat nu după mult timp înapoi la Kyoto și îi ordonă să se sinucidă.
1592 - Era Bunroku.
1592 - Trupele japoneze invadează Coreea cu gândul de a continua invazia în China. Seoul este cucerit într-o lună.
Ordinul franciscan intră în Japonia, construiește biserici și începe acțiunea de a prozelita.
1593 - Trupele japoneze sunt oprite la P'yongyang de către forțele chineze și coreene. Un armistițiu este negociat și majoritatea trupelor japoneze se reîntorc acasă. Patru fortificații sunt lăsate în provinciile din sud-estul Coreei. Se naște Toyotomi Hideyori, fiul lui Toyotomi Hideyoshi.
1595 - Toyotomi Hidetsugu este trimis în exil și apoi îi este ordonat să se sinucidă. La scurt timp după aceea, întreaga familie a lui Toyotomi Hidetsugu este executată. Jurakutei este distrus iar Toyotomi Hideyori este numit ca singurul moștenitor.
1597 - Întregul pământ este acum evaluat la 18,5 miloane koku.
1598 - Toyotomi Hideyoshi moare și trupele japoneze se retrag din Coreea.
1599 - Tokugawa Ieyasu intră în castelul Osaka astfel asumându-și întreaga putere.
1600 - Tokugawa Ieyasu înfrânge pe cei mai mulți oponenți ramași în bătălia de la Sekigahara. Tokugawa Ieyasu controlează marea majoritate a Japoniei, dar el jură în mod public loialitate lui Toyotomi Hideyori, care menține controlul asupra castelului Osaka și pământurilor înconjurătoare.